# Ягодное (Липецкая область)
Ягодное — село в Данковском районе Липецкой области, административный центр Ягодновского сельсовета.

## География
Село расположено на берегу речки Ягодная Ряса в 18 км на северо-восток от райцентра города Данков.
Улицы:
- Белокопытовская улица,
- Головановская улица,
- Зубовский переулок,
- Кутовская улица,
- Школьная улица,
- Ягодновская улица.

## История
Ягодное в качестве села с церковью Богоявления Господня упоминается в окладных книгах 1676 года. В 1683 году из дач села Ягодного выделена была земля в поместье Григорию Иевлеву Мокринскому. В 1761 году поставлена была новая деревянная церковь в прежнее храмонаименование. В 1862 году построена также деревянная Богоявленская церковь с приделам в честь Вознесения Господня и иконы Божьей Матери Казанской, которые были устроены и освящены в 1869 году. С 1853 года в селе существовала школа, открытая свящ. В.В. Россияновым.
В XIX — начале XX века село являлось центром Ягодновской волости Данковского уезда Рязанской губернии. В 1906 году в селе было 138 дворов.
С 1928 года село являлось центром Ягодновского сельсовета Данковского района Козловского округа Центрально-Чернозёмной области, с 1954 года — в составе Липецкой области.

## Население
| 1859 | 1897 | 1906 | 2010 |
| ---- | ---- | ---- | ---- |
| 635  | ↗946 | ↘922 | ↘107 |

## Инфраструктура
В селе имеются основная общеобразовательная школа (новое здание открыто в 1968 году), дом культуры, фельдшерско-акушерский пункт, отделение почтовой связи.

## Галерея

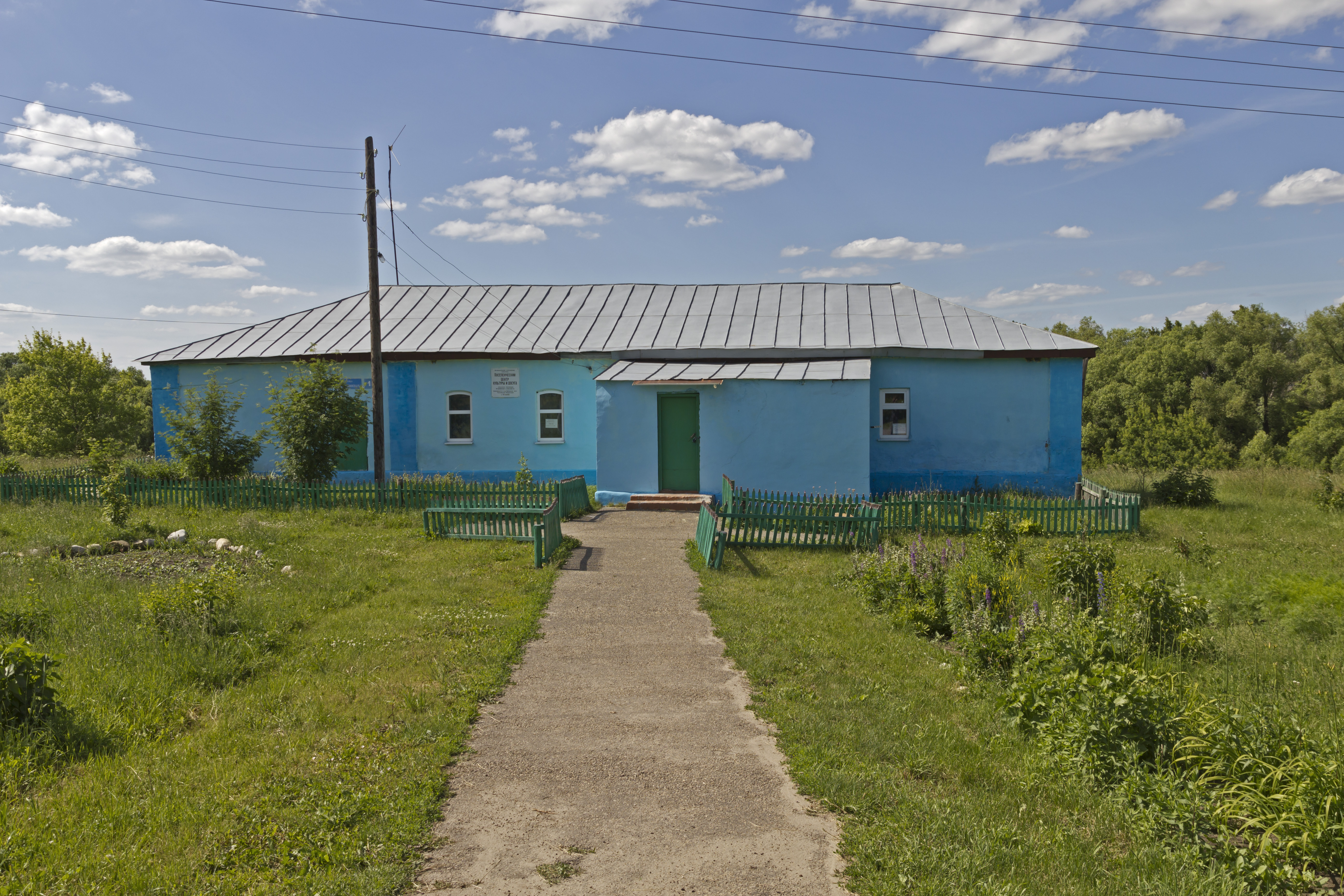
Дом культуры
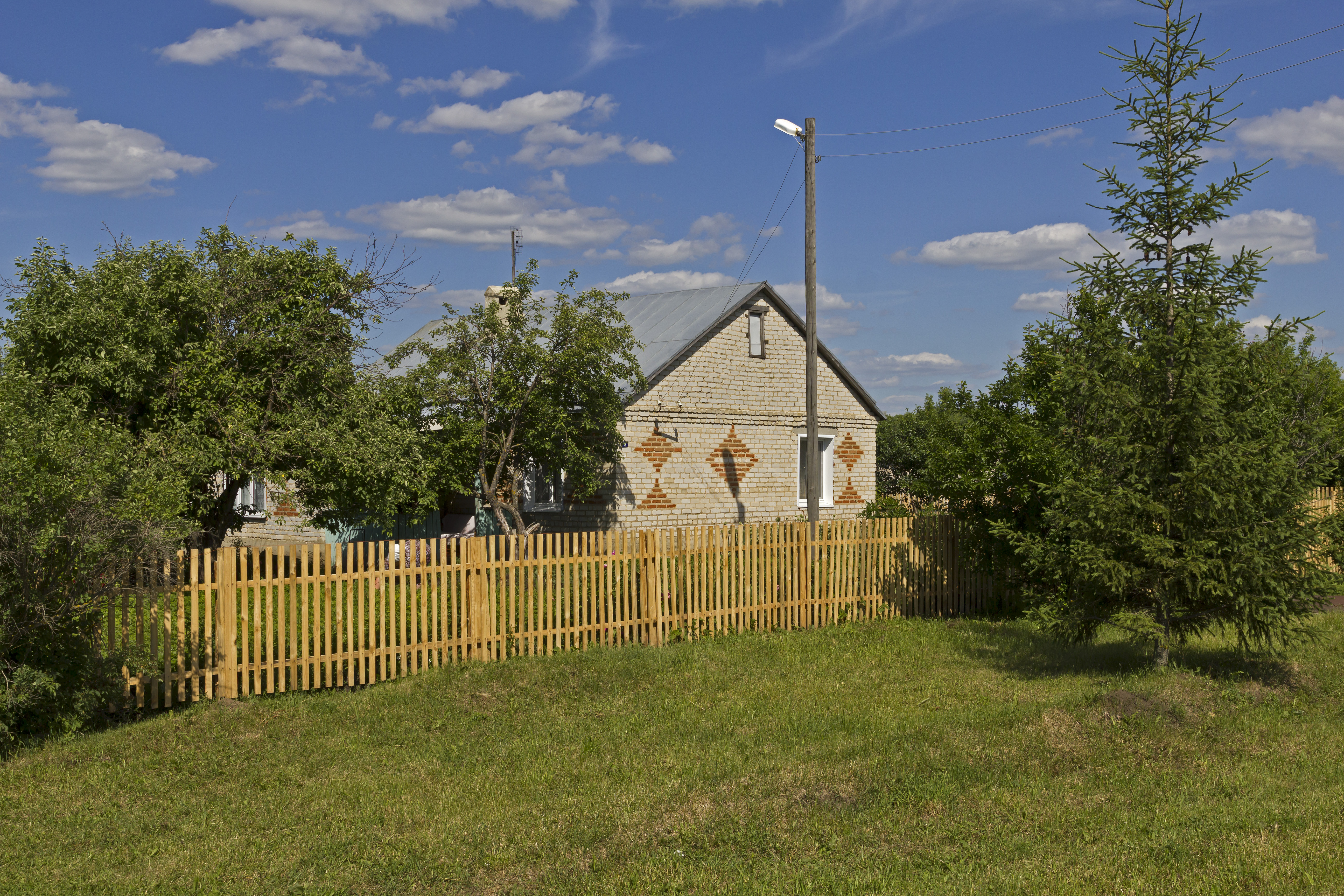
Частный дом
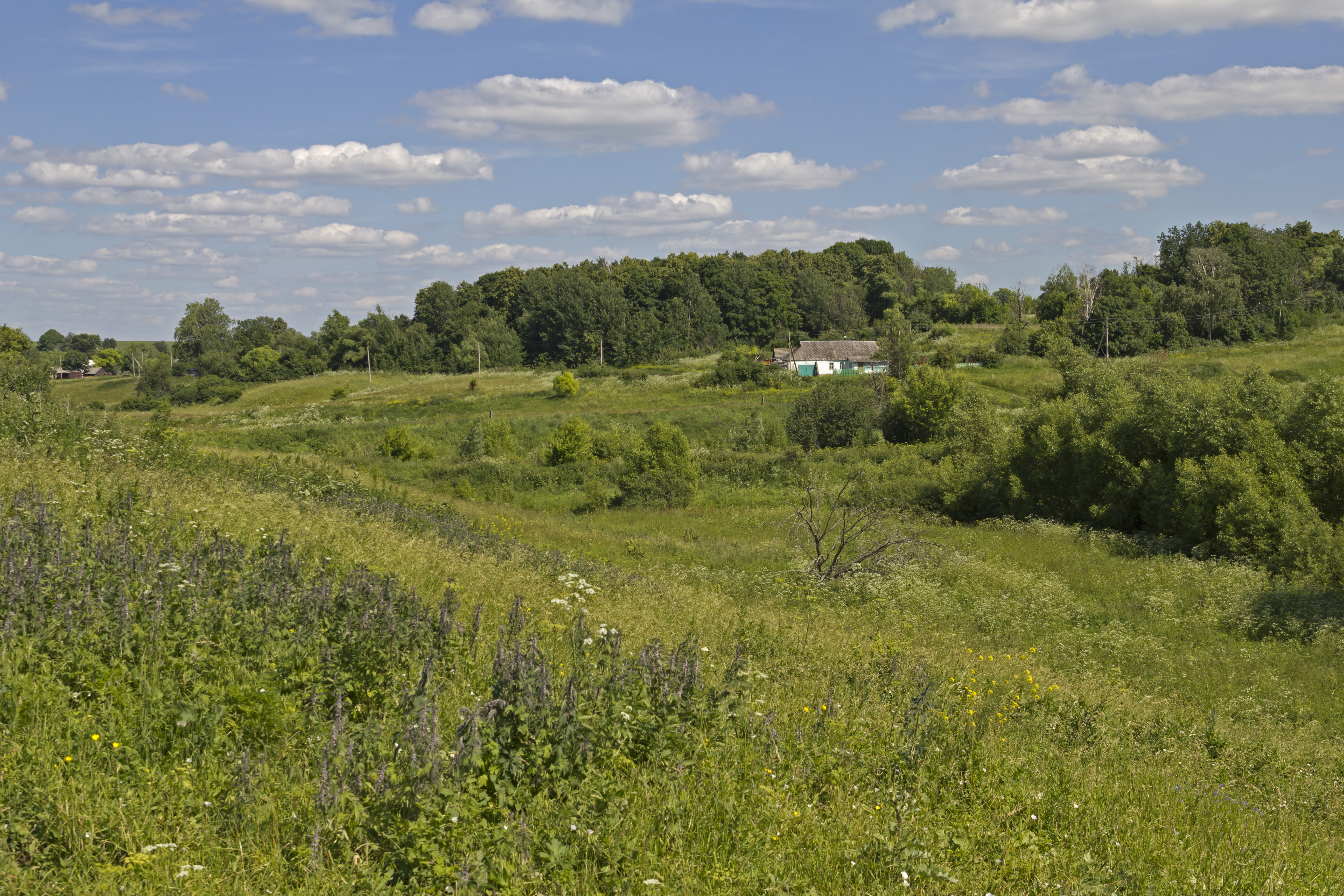
Вид через овраг
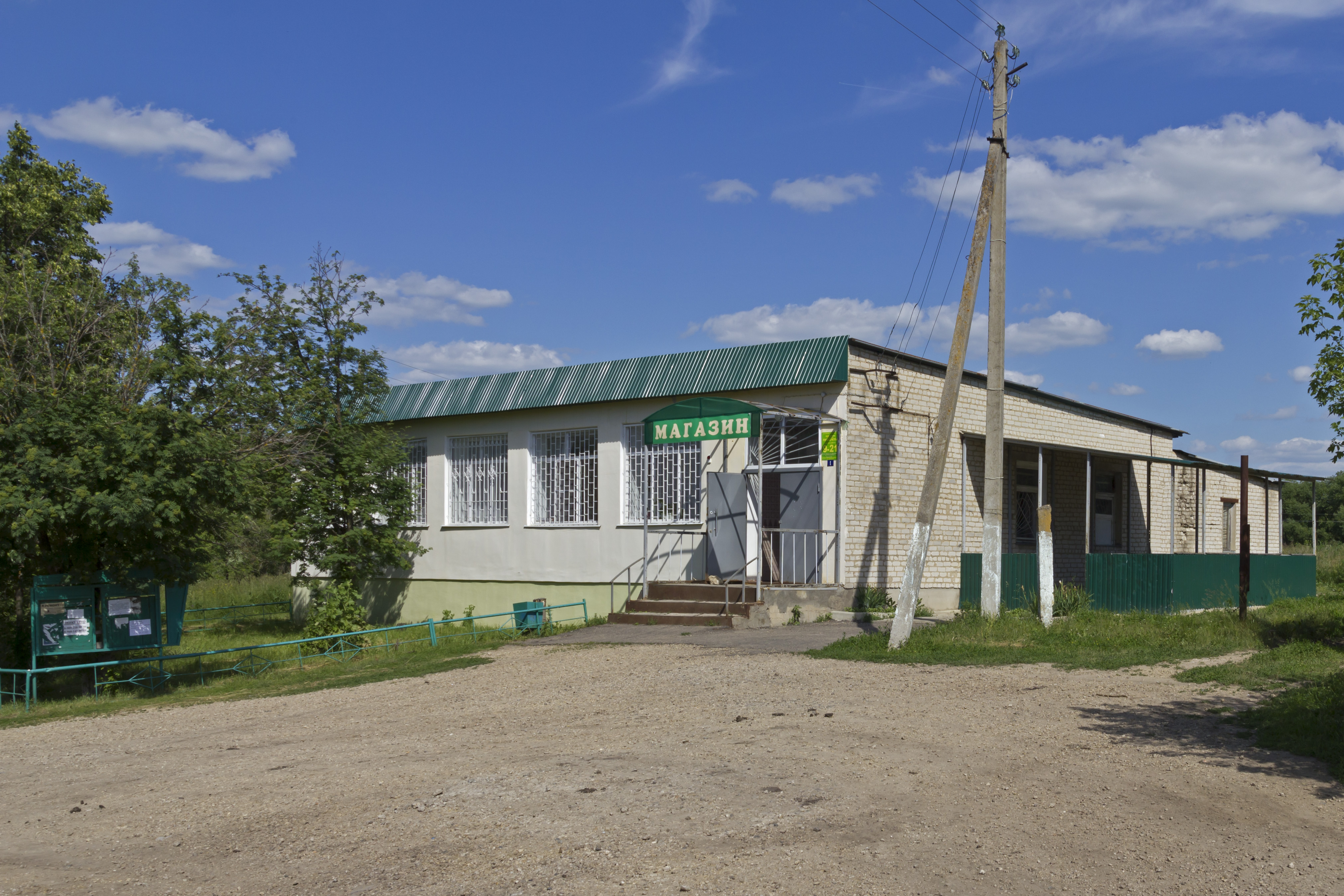
Магазин
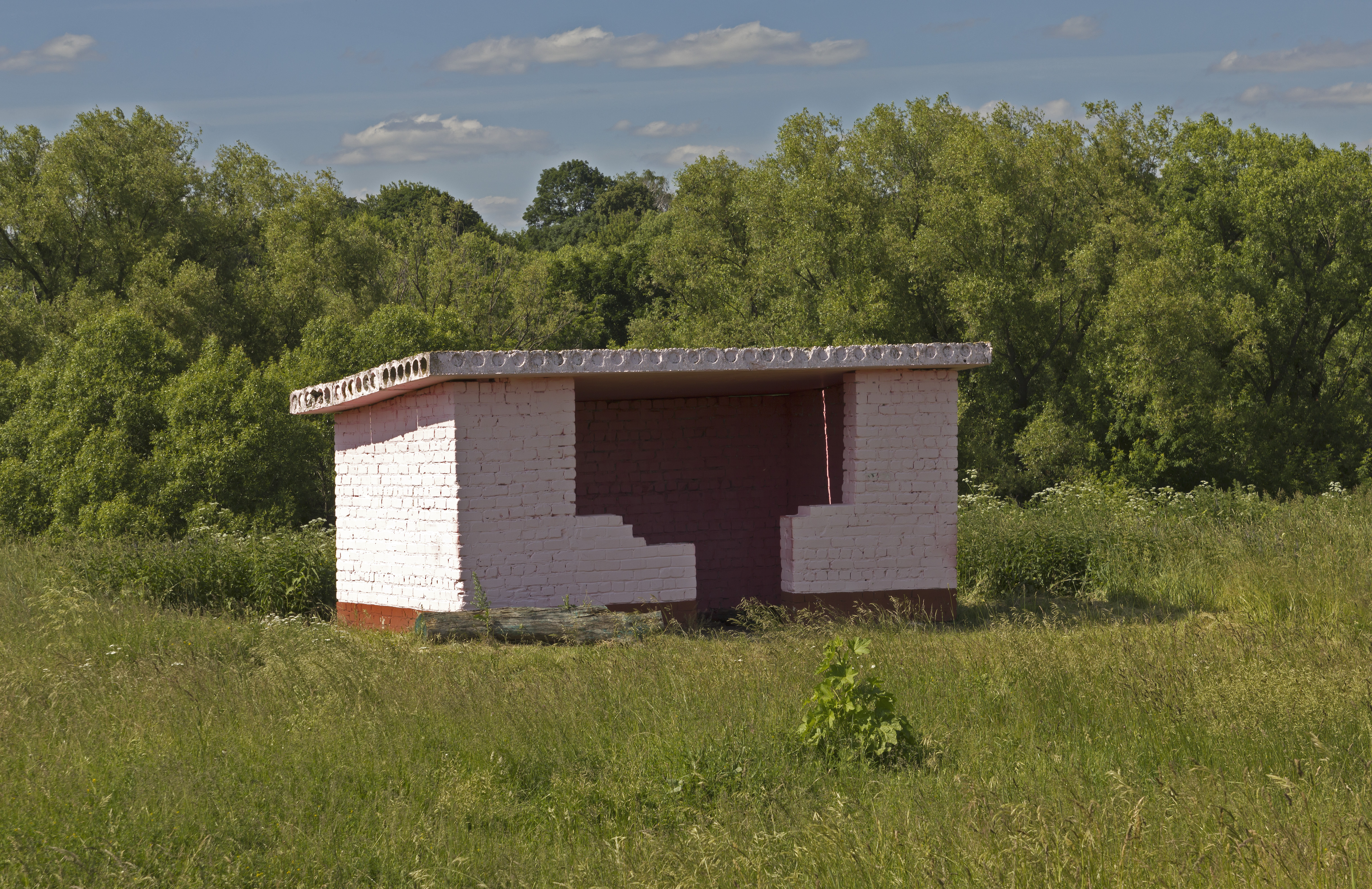
Остановка
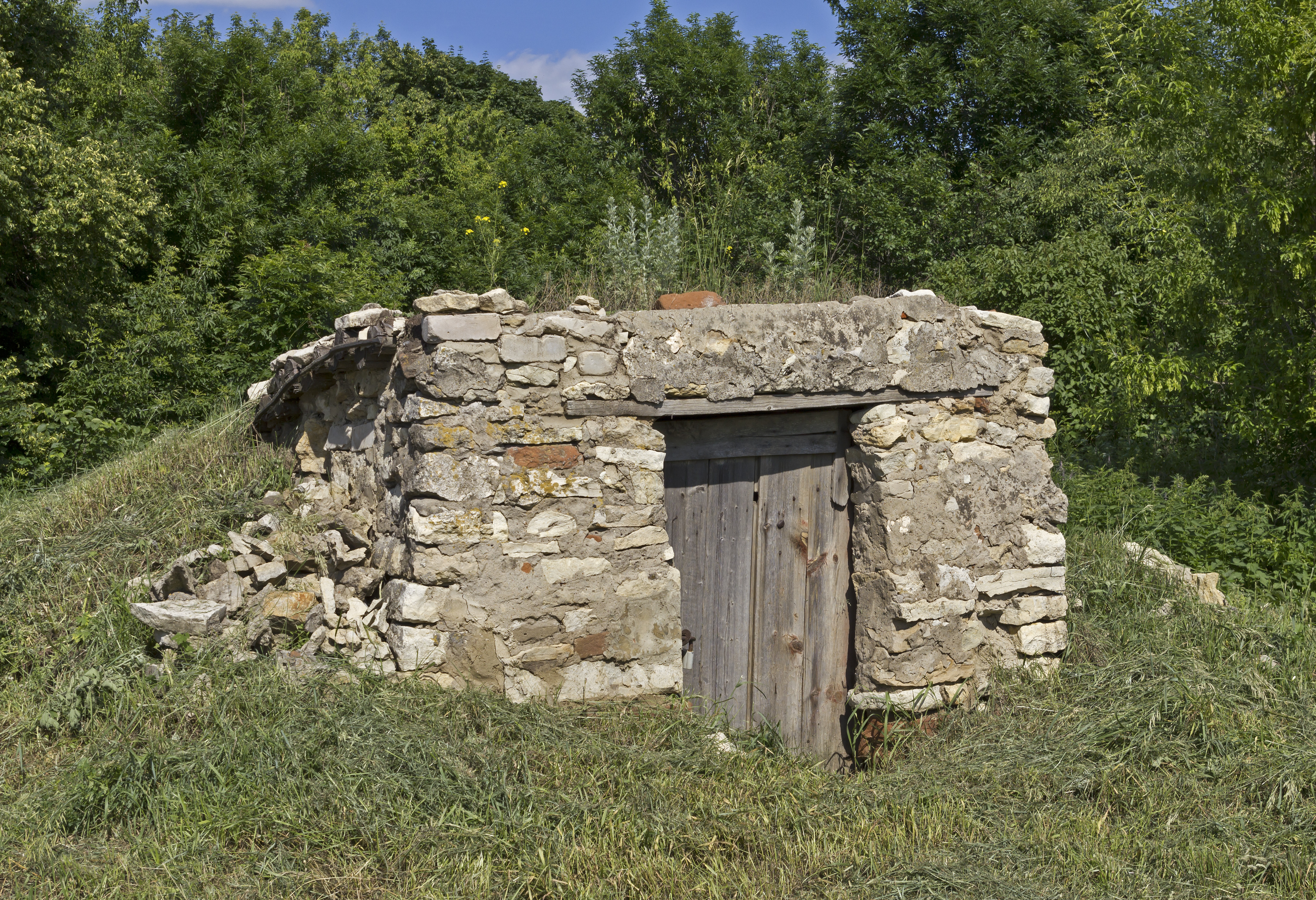
Насыпной погреб
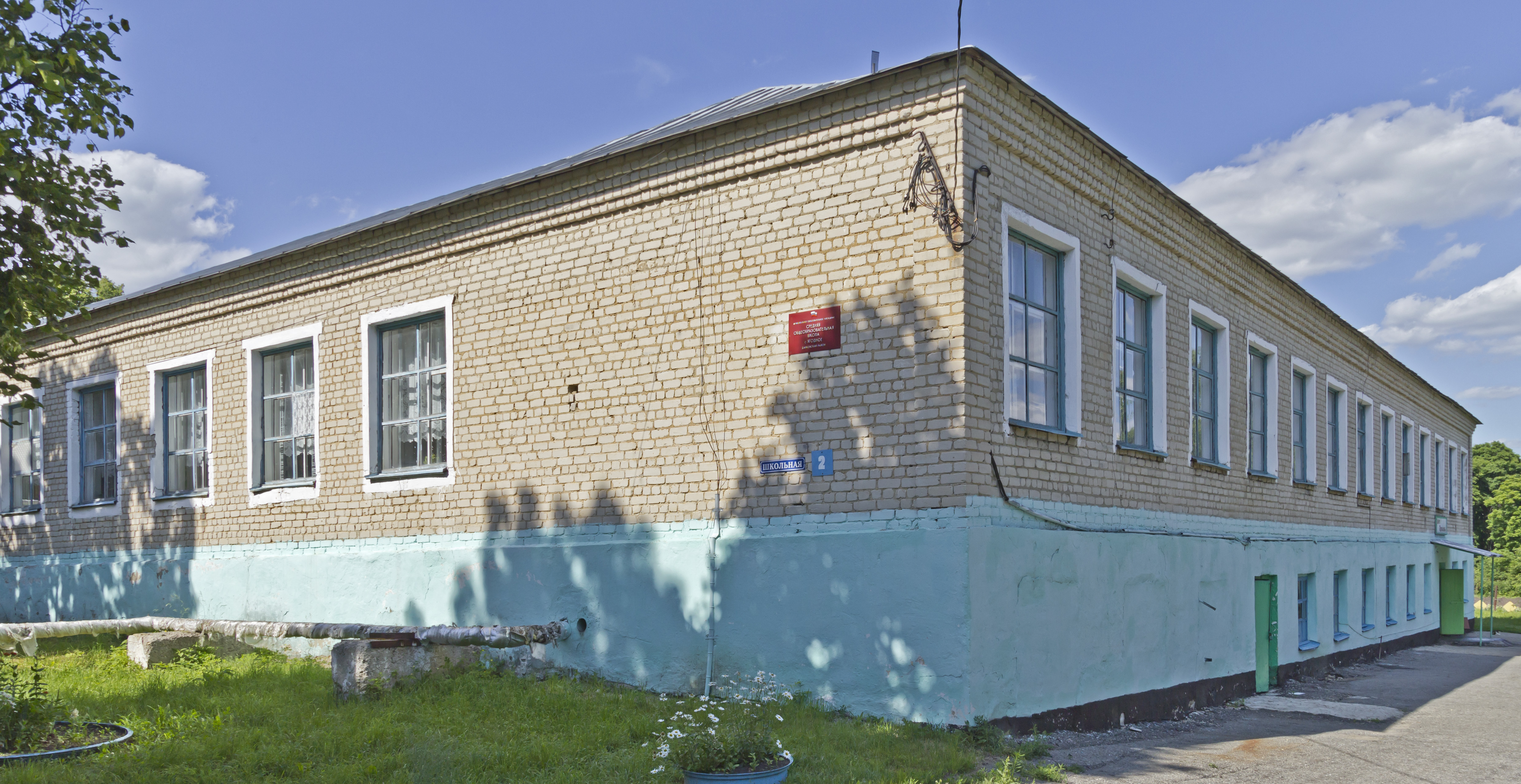
Школа
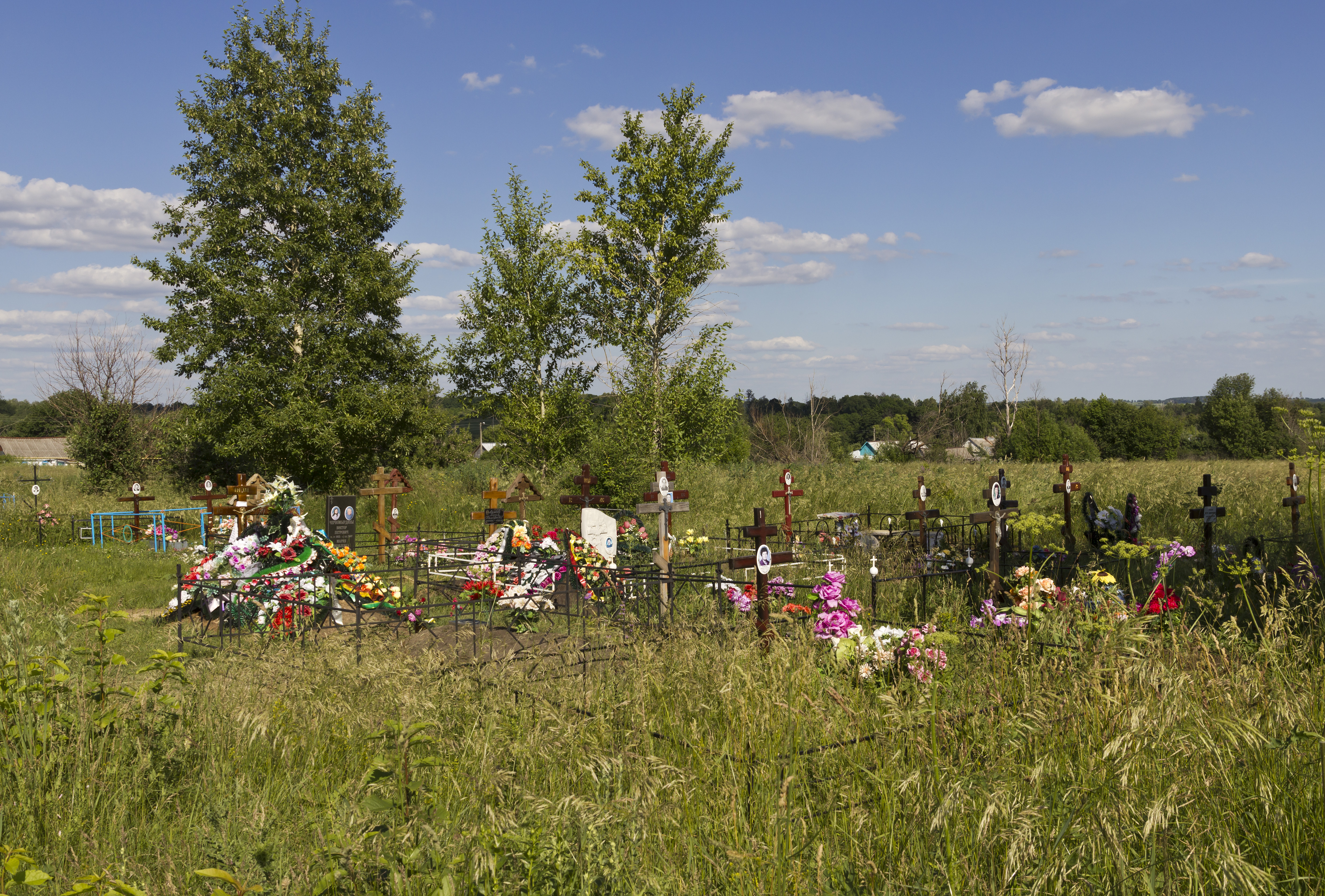
Кладбище